# Moc (nàutica)

Croquis que mostra: bauprés, moc, mostatxos i martingala.

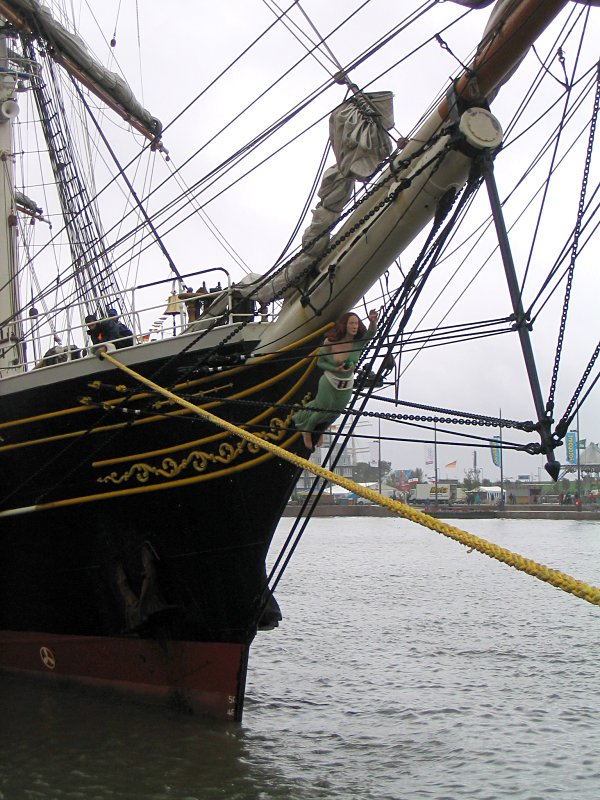
Moc i martingala de la fragata Stad Amsterdam

La peça anomenada moc és una barra metàl·lica que penja del bauprès destinada a distribuir els esforços provocats per la tensió dels estais sobre el botaló i el mateix bauprès.
El moc suporta una càrrega de compressió provocada per la martingala que és la que transmet al bauprès.
En catamarans com el Tornado i el Cobra el moc fa una funció similar de distribució de forces.